# Окинотори
Окиното́ри (яп. 沖ノ鳥島 Окинотори-сима), или Паресе-Вела (от порт. parece vela — «кажется парусом») — коралловый атолл в Филиппинском море. Административно расположен в территориальных водах Японии (округ Огасавара в составе префектуры Токио).

## География

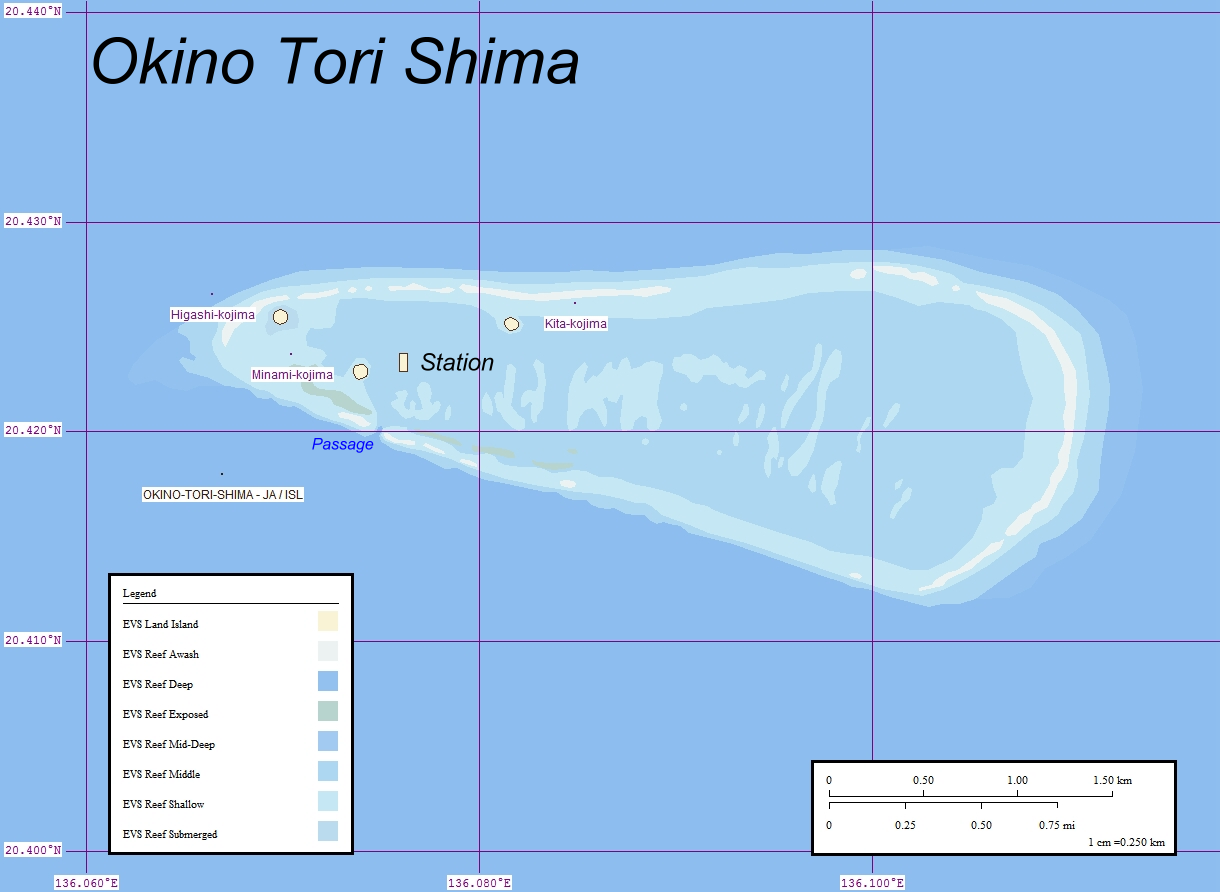
Карта Окинотори

Максимальная высота над уровнем океана — 1,5 м, общая площадь суши — 8482 м². Площадь, занимаемая рифом, — около 7,8 км².  Крайняя Южная точка Японии. Находится в 1740 км к югу от Токио и состоит из трёх островов.
| № | Остров (русск.)                   | Остров (анг.)  | Остров (япон.) | Площадь, км² |
| - | --------------------------------- | -------------- | -------------- | ------------ |
| 1 | Хигаси-Кодзима (Восточный остров) | Higashi-Kojima | 東小島         | 1,6          |
| 2 | Кита-Кодзима (Северный остров)    | Kita-Kojima    | 北小島         | 6,4          |
| 3 | Минами-Кодзима (Южный остров)     | Minami-Kojima  | 南小島         |              |

## Историческая справка
Остров Окинотори был открыт в 1789 году английским кораблём «Ифигения», который дал ему название «Дуглас Риф». В 1922 и 1925 годах территорию исследовал японский военно-морской флот. В 1931 году Япония объявила остров своей территорией и включила его в юрисдикцию города Токио в составе островов Огасавара или Бонин, которые находятся к югу от Токио. Япония назвала остров Окинотори-сима.
На острове были благоприятные условия для строительства базы гидропланов на коралловом атолле с пятью «камнями», видимыми над уровнем моря. Это послужило мотивацией для действий японского военно-морского флота. Расположение в центре Филиппинского моря было удобно с военной точки зрения. И, хотя с точки зрения международного права провозглашение подводного кораллового рифа своей территорией является спорным, правительство поставило всех перед свершившимся фактом. Ни одна страна официально не возражает против этого. Правительство Японии упоминало эту базу в своих публичных заявлениях в качестве «маяка и метеорологической площадки наблюдения». Начатое в 1939 и 1941 годах на острове строительство было прервано началом войны на Тихом океане.
Во время Второй мировой войны Окинотори вместе с остальными островами Бонин был захвачен США, возвращён Японии в 1968 г. Остров не привлекал внимание вплоть до конца 1970-х годов, когда все страны начали требовать исключительные экономические зон. В 1983 году Япония подписала Конвенцию Организации Объединённых Наций по морскому праву. Конвенция ООН вступила в силу в 1994 году. С учётом острова Окинотори исключительная экономическая зона Японии составила около 154 500 квадратных миль (400 000 км²).
Чтобы остановить физическую эрозию Окинотори-сима, размываемого волнами, от территории которого к 1970-м годам осталось два клочка, Метрополитен Токио, а затем и центральное правительство с 1987 по 1993 год построили молы из стали и бетона. В Конвенции Организации Объединённых Наций по морскому праву говорится, что «остров — естественно образованное пространство суши, окружённое водой, выше уровня воды при приливе». Права на исключительную экономическую зону и на континентальный шельф острова определяются в соответствии с положениями Конвенции. Строительство молов было необходимо Японии, чтобы сохранить остров над уровнем моря на все времена и обосновать свои претензии на большую ИЭЗ.

## Позиция Китая
22 апреля 2004 года в ходе двусторонних переговоров в Пекине при обсуждения китайских морских научных исследований в исключительной экономической зоне Японии, китайские дипломаты заявили, что Китай не рассматривает Окинотори-симу как остров. Признавая территориальные права Японии на Окинотори-симу, Китай настаивал, что это просто скала, а не остров. А в Конвенции Организации Объединённых Наций по морскому праву говорится: «скалы не имеют ни исключительной экономической зоны, ни континентального шельфа».
Окинотори-сима никогда не был заселён, и вопрос о его экономической жизни является дискуссионным. В 1988 году на острове был построен Японский морской научно-технический центр, который поддерживается с тех пор, несмотря на неоднократные повреждения от тайфунов. Отрицая исключительную экономическую зону Японии в этом районе, Китай настаивает на том, что его научно-исследовательская деятельность в области в 2004 году не должна считаться нарушением Конвенции ООН по морскому праву.
Эта китайская точка зрения была поддержана в 1988 году д-р Джоном Ван Дайком, профессором права в Университете Гавайев. Он писал: «Окинотори-сима — который состоит из двух выступов размером не больше, чем двуспальные кровати — конечно, соответствует описанию необитаемой скалы, которая не может поддерживать свою собственную экономическую жизнь. Это не означает, следовательно, права на создание 200-мильной исключительной экономической зоны».

## Японский ответ
Заявление китайской стороны в апреле 2004 года побудило главного секретаря кабинета министров Ясуо Фукуда (премьер-министр в 2007—2008) сделать заявление: «китайские утверждения, что наши острова — скала, являются абсолютно неприемлемыми. Мы учредили в районе вокруг острова исключительную экономическую зону на основе международного и внутригосударственного права. Китай является единственной страной, которая утверждает, что это скала».
В ноябре 2004 и марте 2005 года японский фонд «Ниппон», ранее известный как фонд Сасагава, направил миссию по исследованию Окинотори-симы с целью определить направления использования окружающей ИЭЗ. В состав миссии вошли эксперты в области международного права, коралловых рифов, экологии и строительства.
В докладе рекомендуется следующее: построить маяк, посадить кораллы для укрепления и наращивания острова, разработать искусственные рифы; построить электростанции на энергии океана; исследовать минеральные ресурсы морского дна; создать социальную инфраструктуру, порт и жильё; развить морские исследования и туризм.
Маяк на острове будет отмечен на картах по всему миру с именем Okinotorishima, и его присутствие будет укреплять позиции Японии. Разведение коралловых рифов позволит увеличить «остров» даже с учётом тенденции роста уровня моря в результате глобального потепления и обеспечит пространство для обитания человека. Планируется также строительство завода для извлечения лития, который Япония импортирует.
На основании выводов первой миссии была направлена вторая миссия для проведения технико-экономических обоснований наиболее перспективных проектов: производства электроэнергии и строительства маяка.
Воодушевлённый деятельностью фонда «Ниппон» Синтаро Исихара, губернатор Токио, в мае 2005 года прибыл на остров с рабочим визитом. В Санкэй Симбун от 6 июня он писал, что Япония с 1932 года вкладывает деньги для будущего развития Окинотори-симы, в том числе, 85 млрд иен (приблизительно 740 миллионов долларов) для создания и поддержания жительства на острове. Эти исторические факты не могут быть отменены в соответствии с конвенцией ООН. В апреле 2005 года японское судно пошло в этот район для ловли рыбы по просьбе губернатора Исихара, с тем чтобы продемонстрировать наличие «экономической жизни» в этом районе. Япония приняла решение построить маяк. Исихара выделил 330 миллионов иен для установки РЛС, чтобы создать станцию наблюдения с адресом на «острове».
В мае 2007 года в районе островков морские биологи высадили шесть колоний кораллов, искусственно выращенных в лаборатории на острове Окинава. В июне планировалось высадить ещё девять колоний. При высадке каждая колония размером с кончик пальца, но если, как надеются японцы, кораллы приживутся и разрастутся, то в перспективе их можно будет посадить вокруг Окинотори-симы десятки тысяч.
Чиновник японского агентства по рыболовству Кэндзи Миядзи признал новизну этого проекта и отсутствие исследований, показывающих, возможно ли реализовать идею на практике. «Мы в отчаянном положении, — признал в интервью агентству Ассошиэйтед пресс Миядзи. — Но кораллы привлекают много рыбы и, кроме того, могут предотвратить эрозию берегов».